# ツキヨタケ

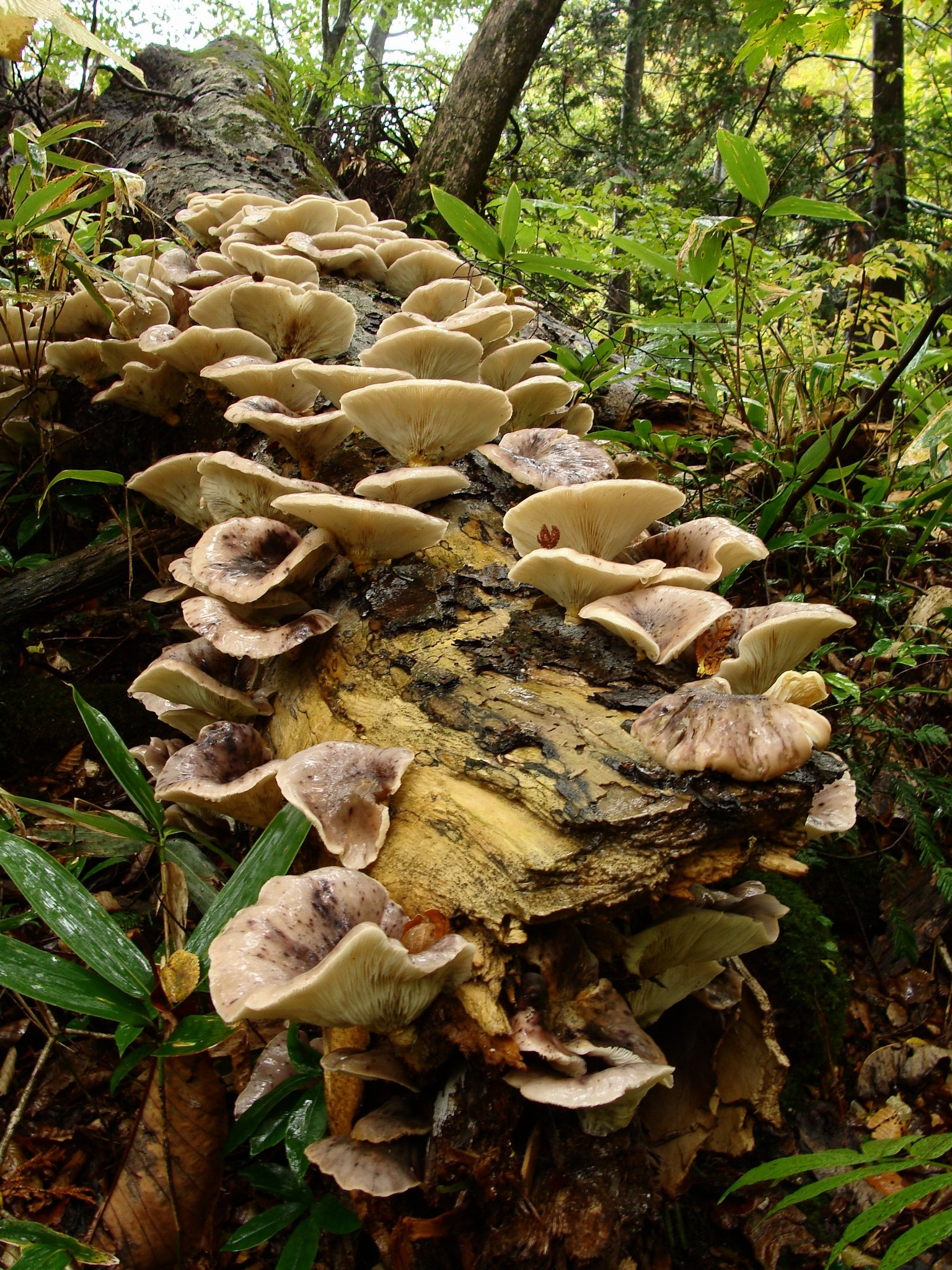
ツキヨタケ（径15-20cm前後とかなり大型の子実体

ツキヨタケ（月夜茸、学名: Omphalotus japonicus）は、ハラタケ目ホウライタケ科のツキヨタケ属に属する中型から大型のキノコ（菌類）の一種である。
日本を中心として極東ロシアや中国東北部にも分布し、晩夏から秋にかけて主にブナの枯れ木に群生する。毒キノコのひとつ。子実体には主要な毒成分としてイルジンSを含有し、そのヒダには発光成分を有する。シイタケやムキタケ、ヒラタケなどと誤認されやすく、誤食した場合には下痢や嘔吐といった中毒症状から、死亡例も報告されている。

## 名称
旧属名 Lampteromyces は、古典ギリシア語の Lampteros（Λαπτερος：灯火）と Myces（μύκης：菌）とを組み合わせたもの、また現在適用されている属名 Omphalotus は、同じくギリシア語の Omphalus（ὀμφαλύς：へそ）と Tus（τύς：耳）とを組み合わせたものである。
和名の由来は、ヒダが暗闇でほんのり発光することから名付けられている。初めに提案されていたクマヒラタケの名ではなく、江戸時代に坂本浩然によって提唱された名であるツキヨタケが用いられることとなった。
地方名（方言名）は多く、カタハキノコ（青森県津軽地方）、カタハタケ（鹿児島県下）、カタヘラタケ（秋田県下）、岩手県下では「ドクキノコ」の名もある。また、秋田県（北秋田・鹿角）では、ドクアガリの名で呼ばれているという。さらに、ブナカタハ（青森県）・ブナタロウ（石川県白山山麓）などの名も知られている。
なお、茨城県など一部地域ではクサウラベニタケを地方名で「ツキヨタケ」と呼んでいるため区別を要する。

## 形態
傘は半円形ないし腎臓形をなし（ごく稀に、倒木の真上に生えた場合に杯状の中心生となることがある）、径10 - 20センチメートル (cm) 、大きなものでは25 cm以上にもなる。傘の表面は湿時にはいくぶん粘性を示し、幼時は淡い褐色か黄褐色で、ときに濃色の微細な鱗片を散在するが、老成するに従って紫褐色から暗褐色となり、ほぼ無毛で多少ろう状の光沢をあらわす。傘の表皮は肉から剥離しにくく、水酸化カリウム・水酸化ナトリウム・アンモニア水・炭酸水素ナトリウムなどの塩基性化合物によってすみやかに鮮青緑色に変色する（この呈色は、茹でたものや冷凍したもの、あるいは乾燥したものでも反応する）。
傘裏のヒダは密に配列して、柄に対して垂生し、比較的幅広く、白色からクリーム色を呈する。発光の光はかなり弱いが、暗所ではヒダがほんのり発光するのが確認できるため、闇夜のブナ林などでは、ひっそりと青白く光るツキヨタケを見ることができる。
柄は中実、通常は傘の一端、まれに中央に着き、太く短くて淡い黄褐色を呈し、ヒダとの境界には低いリング状をなした隆起（不完全な内被膜）がある。傘肉は、柄の近くは厚いが周辺部は薄く、肉質は軟質でほぼ白色。柄を切断すると、基部付近においては多くは紫黒色のシミ（まれに淡褐色のシミ）があるのが特徴だが、ほとんどシミを欠く場合もある。特徴的な味はない。
子実体を構成する菌糸はしばしばやや厚壁で、クランプを有する。シスチジアはなく、胞子はほほ球形かつ薄壁で無色・平滑、ヨウ素液で青く染まらず（非アミロイド性）、径 13 - 17マイクロメートル (μm) 程度、胞子紋は通常は白色あるいはかすかに灰褐色を帯びるが、いくぶん紫色を呈する場合もある。本菌の胞子は球形大型で、胞子を調べることで本菌と特定できることもある。

## 生態
腐生菌（腐生性）。生態的には、木材中のリグニンを分解する白色腐朽菌とみなされている。
夏から秋にかけて、おもにブナなどの広葉樹の倒木・切り株、あるいは立ち枯れ木などの上に重なるように群生する。ときにイタヤカエデ やトチノキ、あるいはミズメ・アカシデ・イヌシデ・コナラ・ミズナラなどの枯れ木に発生することもあり、また、ブナの自然分布がない北海道東北部などにおいては、トドマツ上に生じる。なお、人工栽培が試みられた例では、アカマツ・カラマツ・チョウセンゴヨウ・アベマキ・クヌギ・モンゴリナラあるいはヤマハンノキなどのおが屑上でも子実体が形成されることが確認されている。
菌糸は一般的な真菌用の培地（たとえばジャガイモ＝ブドウ糖寒天培地や浜田培地）を用いて培養することができ、さらに滅菌したブナ材の小片を培地に加えることで、単位時間当たりの菌糸の生育が有意に促進される。

## 他の生物とのかかわり
子実体には、ほかの多くのキノコ類と同様に、多種多様な昆虫が集まる。九州の英彦山において、春季（4-5月）に採集されたツキヨタケの子実体（前年に発生し、内部が腐敗しかけたものの表層組織が乾固したことによって翌春まで残存したもの）からは51種の昆虫（偶発的に子実体に付着していた種をも含む）が得られた例がある。また、韓国南部では、ゴミムシダマシ科に属するチビヒサゴゴミムシダマシ (Cryphaeus rotundicollis Chûjô et Lee) およびクロツヤキノコゴミムシダマシ (Platydema nigroaeneum Motschulsky) が、ツキヨタケの子実体（新鮮なものか腐敗しかけたものかは明らかにされていない）から見出された例が記録されている。
また、ツキヨタケの人工培養菌糸体は、マツノザイセンチュウ (Bursaphelenchus xylophilus (Steiner & Buhrer) Nickle) を誘引し、かつこれを殺す性質があるが、誘引・殺傷の機構についてはまだ明らかにされていない。ただし、マツノザイセンチュウの誘引実験に際し、培養したツキヨタケの菌糸体を生きたままで用いた場合と熱湯で処理してから用いた場合とを比較すると、前者ではヒラタケに匹敵するほど著しい誘引活性を示したのに対し、後者では対照とした菌（ハイイロカビ）にも劣る活性しか確認されなかったことから、ツキヨタケの菌糸の生死が誘引活性の発現に影響しているのではないかと推定されている。なお illuden S には、グラム陰性・陽性菌に対する発育阻害や、サツマイモネコブセンチュウ(eloidogyne incognita)の致死率向上効果が認められている。

## 分布
日本のブナ林にはごく普通に産する。北海道南部以南に広く分布し、鹿児島県（大隅半島）の高隈山が南限であるとされている。
日本国外では、ロシア極東地方および中国東北部のほか、朝鮮半島 にも分布する。ただし、朝鮮半島での発生は非常にまれであるといわれている。なお、中国産のものは国産とは異なるクレードであるため、別種の可能性が示唆されている。

## 毒性

### 中毒症状
摂食後30分から3時間で胃腸系の中毒症状を発症し、下痢と嘔吐が中心となり、あるいは腹痛をも併発する。症状がひどい場合は、けいれん、脱水、アシドーシス、ショック症状などを引き起こし、足腰が立たなくなるほどだと言われている。実際に食べてしまった人の体験談として、腹痛や嘔吐のあと、見るものすべてが青く見えたという話もある。死亡例も少数報告されているが、キノコの毒成分自体によるものではなく、激しい下痢による脱水症状の2次的なものであると考えられる。

### 治療
医療機関による処置が必要で、消化器系の症状に対しては、催吐・胃洗浄、あるいは吸着剤（活性炭など）の投与が行われる。また、嘔吐や下痢による水分喪失の改善を目的とした補液も重要視される。重症例では血液吸着 DHP（Direct Hemoperfusion：直接血液灌流法）により、血中の毒素の吸着除去が行われることもある。

### 毒成分
ツキヨタケから得られた毒成分は、当初はランプテロールの名で呼ばれたが、後の研究 により、日本未産の有毒きのこである Omphalotus illudens から単離されたイルジン (Illudin) と同一物質であることが明らかにされた。
主要な毒成分は、セスキテルペンに属するイルジンSおよびその異性体であるイルジンMなどとされている。特に、主要な中毒症状の一つである嘔吐は、イルジンSによるものであるという。
イルジンSは黄色・不定形の物質で、100℃・15分の加熱では15パーセント程度しか分解されず、また、水にもある程度の溶解性を有するため、調理されたツキヨタケについて、子実体そのものを摂食せずとも汁を口にするだけで中毒する危険がある。その一方で、塩蔵した後、塩抜きを兼ねて流水にさらすことで、ある程度の毒抜きがなされるとも考えられる（後述）。ある程度の脂溶性をも示すため、誤って炒め物などにした場合、混合して調理されたツキヨタケ以外の食材を食べたことで発症する場合がある。いっぽう、イルジン類は、ツキヨタケのもう一つの主要な中毒症状たる下痢の原因となる平滑筋弛緩作用を持たない。平滑筋の弛緩作用は、ムスカリン類似の未同定物質によるものではないかと推定されている。なお、野生のツキヨタケ子実体に含有されるイルジンSの含有量は、採集した場所や時期によって大きく変動（山形県産のサンプルでは、1.2-318.2 μg／子実体1g、あるいは8.3-776.2 μg/子実体1g）し、場合によってはこれをまったく含まないことすらあるという。さらに、菌糸体の人工培養に際して液体培地を用いた場合には、イルジンSが培地中に分泌されるのに対し、木粉培地を使用した場合には、子実体形成後に培地内に残った菌糸体あるいは廃培地中にイルジンSが検出されなかったことから、子実体に含まれるイルジンSはまず菌糸体内で生成され、子実体形成に際して移送されるのではないかと推定されている。
従来、食中毒の原因となったきのこの同定方法としては、食物の残りや患者の吐瀉物を顕微鏡で観察するのが主流であったが、有毒成分を直接検出する方法も研究されている。ツキヨタケに関しては、中毒患者が食べ残した料理の中に含まれるイルジンSをガスクロマトグラフ質量分析装置 (GC/MS) で定量する方法（試料の処理方法や分析条件にもよるが、イルジンSの回収率は、ツキヨタケ以外の食用きのこにこれを混入した場合で84-94パーセント、ツキヨタケを加えた豚汁を分析試料に用いた場合で74.8パーセント）がある。また、リアルタイムPCR法による同定も試みられている。ドクツルタケ・クサウラベニタケ・テングタケなど、毒成分を異にする他の有毒キノコ、あるいは食用キノコが試料中に混合していても、個々の有毒成分を迅速に定量可能な方法が確立されつつある。
このほか、子実体には、細胞毒として働くジヒドロイルジンM (dihydroilludin M) や、ネオイルジン (Neoilludin) AおよびBなども含まれている。

## その他の成分
子実体には、上記のほかにアトロメンチン・テレフォール酸・バリエガト酸・バリエガトルビン・ジロシアニンなどの色素が含まれている。アトロメンチンは、もとヒダハタケ科に置かれていたニワタケの子実体から初めて単離された青銅色の化合物であり、テレフォール酸はイボタケ科ほか多くのきのこの子実体中に普通に見つかる。バリエガト酸（橙色）およびバリエガトルビン（赤色）は、ともにヌメリイグチ属の一種 (Suillus variegatus (Sw.) Richon & Roze) から最初に得られた化合物である。
また、LJAP (Lampteromyces japonicus antibiotic protein) と称される一種のレクチンも見出されており、これには抗菌活性が認められたという。
ハラタケ目の菌としては珍しく、ペクチナーゼやポリメチルガラクツロナーゼなどのペクチン分解酵素の活性が高いことでも知られている。

## 誤食されやすい食用キノコ

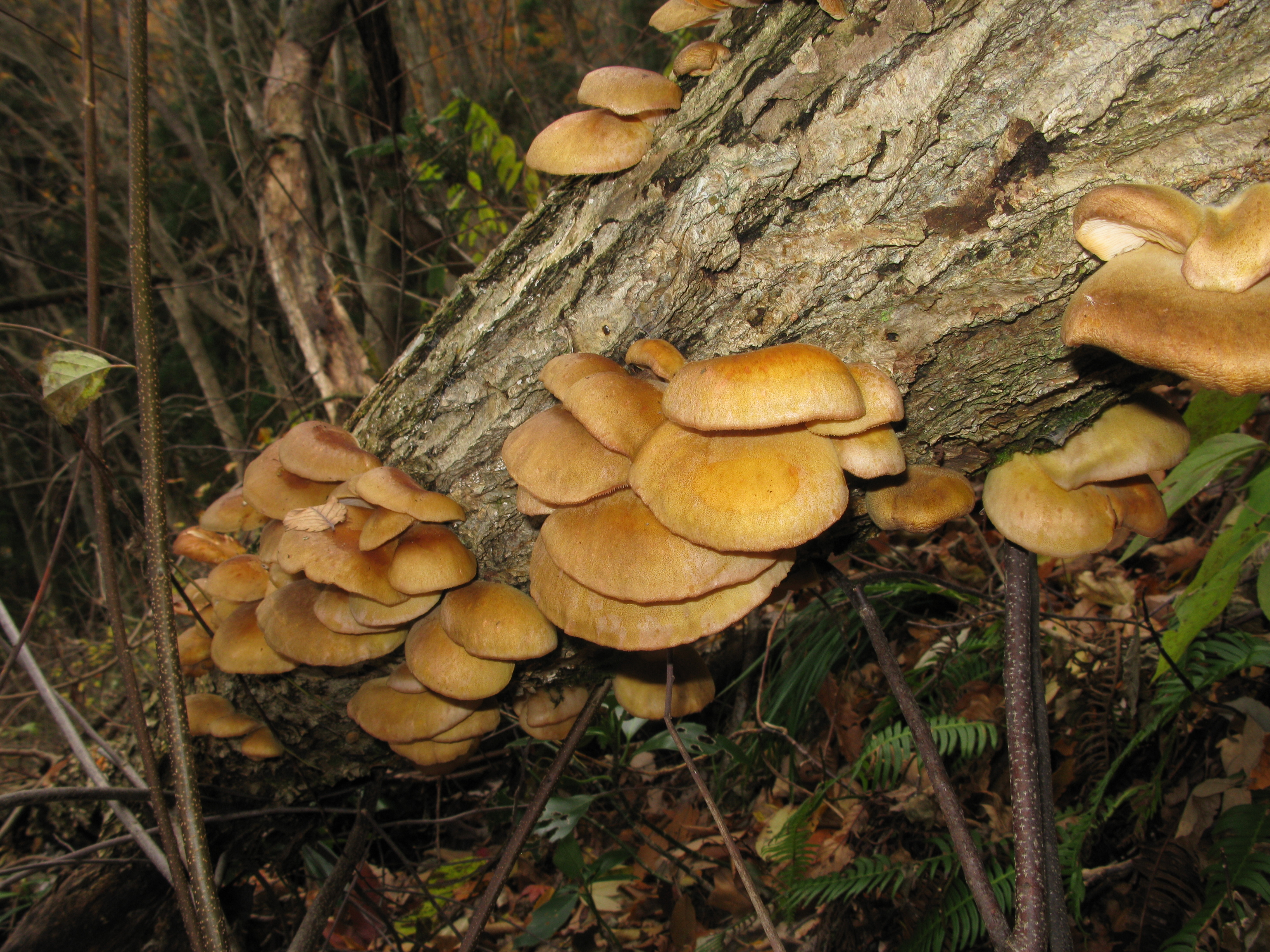
ツキヨタケと間違われやすいムキタケ。傘はビロード状で鱗片はなく、つけ根の肉に黒いシミがない。

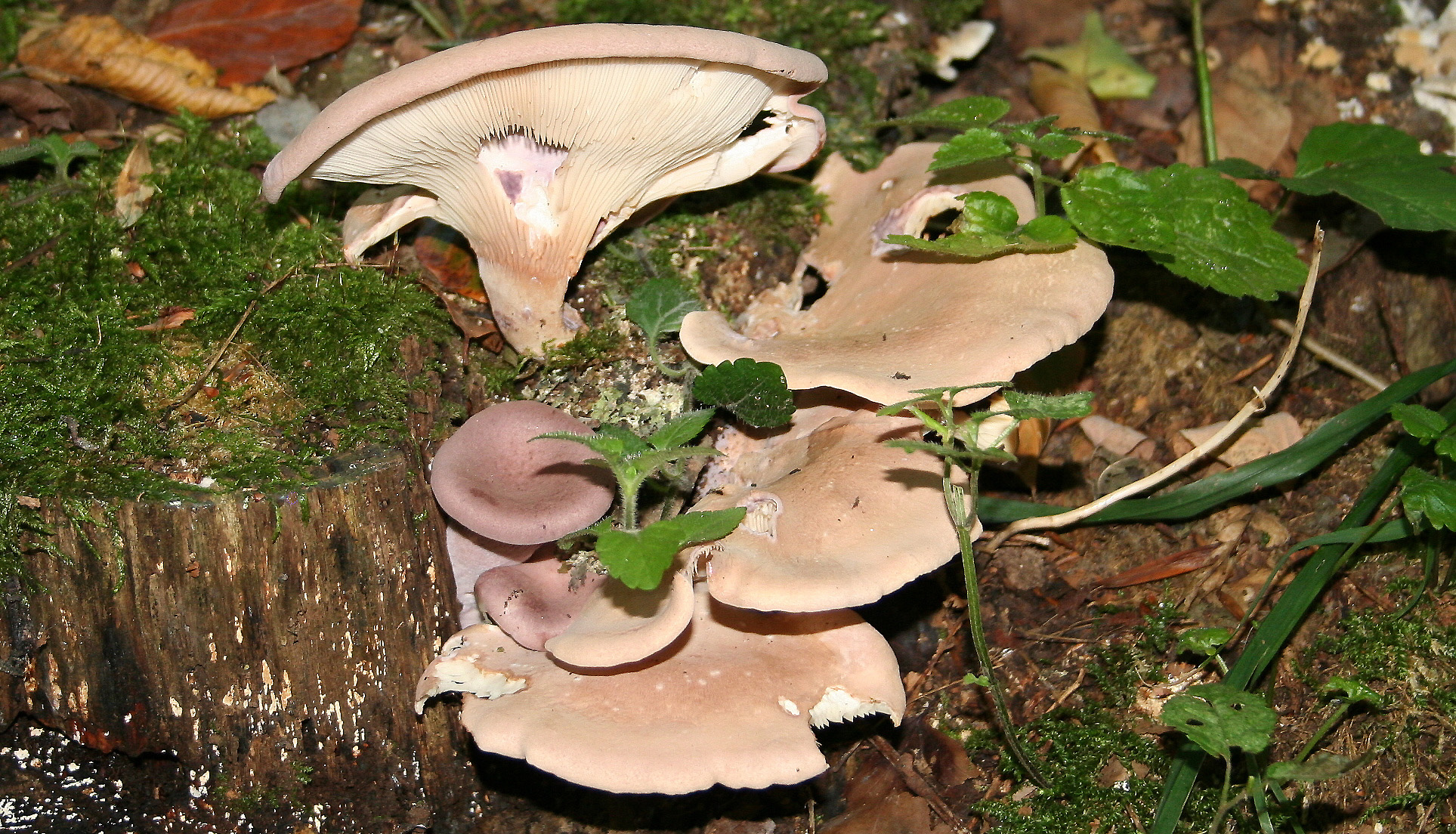
ツキヨタケと間違われやすいヒラタケ。傘は平滑で鱗片はなく、つけ根の肉に黒いシミがない。

全体に地味な色調を持ち、少しも毒々しくみえないこと・縦によく裂けること・不快な臭いや味がないこと・しばしば1か所で大量に採取されることなどから、日本におけるきのこ中毒（原因となったきのこが確定されたケース）には、ツキヨタケによるものがもっとも多い。色や形はシイタケやムキタケ、ヒラタケと間違えやすく、味や香りもやさしく不快臭もないため、誤食による中毒事故は後を絶たない。日本では2014年に滋賀県高島市の道の駅で食用のヒラタケと間違えてツキヨタケをパック詰めし、それを食べた7人が食中毒の症状を訴えた。2024年には、徳島県の飲食店で客が山から採ってきたツキヨタケを食べたことが原因とみられる8人の食中毒事故が発生している。
| 年度 | 発生件数 | 摂食者 | 患者数 | 死者数 |
| ---- | -------- | ------ | ------ | ------ |
| 2000 | 13       | 61     | 67     | 0      |
| 2001 | 3        | 45     | 45     | 0      |
| 2002 | 19       | 110    | 91     | 0      |
| 2003 | 11       | 39     | 36     | 0      |
| 2004 | 16       | 53     | 52     | 0      |
| 2005 | 15       | 70     | 63     | 0      |
| 2006 | 17       | 65     | 61     | 0      |
| 2007 | 15       | 63     | 59     | 0      |
| 2008 | 19       | 78     | 70     | 0      |
| 2009 | 19       | 67     | 61     | 0      |
| 2010 | 18       | 64     | 62     | 0      |
| 2011 | 13       | 46     | 49     | 0      |
| 2012 | 23       | 85     | 74     | 0      |
| 2013 | 11       | 46     | 43     | 0      |
| 2014 | 14       | 66     | 62     | 0      |
| 2015 | 11       | 36     | 32     | 0      |

ツキヨタケの最大の特徴は、採取してあまり時間が経っていなければ、暗い場所で見るとヒダが青白く発光することにある。また、傘裏のヒダのつけ根がリング状に膨らみ、縦に裂いてみると黒紫色のシミがあるので、この二つの特徴で食茸と見分けるようにする。ただし、肉の黒紫色のシミについては、まれにシミのない個体もあるため注意を要する。
シイタケでは肉がツキヨタケのそれに比べてより強靭であり、乾燥すると特有の香気を発する点が異なる。ムキタケは傘の表面に微毛を被るとともに、傘の表皮が容易に剥がれる点で区別される。ヒラタケは、柄にリング状の隆起（不完全なつば）がなく、ヒダと柄との境界がより不明瞭なことで異なっている。さらに、ツキヨタケ以外の3種では、傘の表皮に塩基性化合物の水溶液を滴下しても緑色にならないこと、柄の肉に黒紫色のしみを生じないことも識別の上で重要な性質である。
ムキタケとの手軽な識別法として、グアヤク脂のエタノール溶液（グアヤクチンキ）や硫酸バニリン溶液（純水3ccに濃硫酸8ccを加え、バニリン1gを溶かす）を用いる方法があり、ツキヨタケはこれら2種類の試薬に対してなんら呈色を示さないが、ムキタケではグアヤクチンキで青緑色、硫酸バニリンで赤紫色の変色が起こる。ただし、これらの呈色が菌体中のいかなる成分によるものかは、明らかにされていない。
これらの相違点に加え、シイタケ・ヒラタケ・ムキタケにおいては、それらの胞子はツキヨタケのそれに比べてずっと小さく、類球形を成すこともない。なお、山形県下の一部の地方では、茹でた後に塩蔵保存し、流水にさらしてから食用とする習慣があるが、マウスを用いた実験によれば、熱処理したのみでは便重量の減少や消化管内容物の輸送の促進（ヒトの中毒時の下痢症状を示唆する）などがみられるのに対し、塩蔵（沸騰水中で10分間熱した後、菌体を1分あたり500mlの流速にて流水中に48時間さらし、水切りをしてから重量比で1.5倍量の食塩を加え、室温下で5週間保存）してから水中に投じて48時間の塩抜きを行ったツキヨタケのメタノールエキスを与えた実験区ではこれらの所見がなく、解剖時の胃の膨満や出血、あるいは消化管内壁の潰瘍性糜爛などもみられなかったという。

## 発光性
子実体の各部のうち、発光性を有するのはヒダのみで、傘や柄は、表面においても内部においても光らない。また、ヒダが堅いものに触れたりして損傷した部分は光らなくなる。発光のピークは傘がじゅうぶんに開いた後の2 - 3日程度であるという。また、菌体が古くなると、光量は次第に小さくなるが、小動物などにより食害された部分などを除けば、ヒダの光量の低下は一個の子実体中において均等に起こり、部分的に光のむらが生じることはない。
ヒダの断面は一様に発光するが、胞子については「発光性を欠く」という報告と、「湿った場所に落ちると光る」という報告とがある。さらに、菌糸体については、当初は発光しないとされていたが、測定機器の進歩により、肉眼的には検知することができない微弱な光を発していることが判明した。培養した菌糸において、多数の胞子を起源とした菌糸（重相菌糸）は、唯一個の胞子を発芽させて得た菌糸（単相菌糸）と比較して1000倍ほど高い光量を示したという。
ヒダを高温または低温に保った容器に入れると、次第に光量は小さくなり、60℃の空気中に15分間保つと、常温に戻しても発光は回復しなかったという報告がある。また、塩酸や水酸化カリウム溶液、あるいは無水エタノール、もしくはエーテルやクロロホルムなどの薬剤をヒダに滴下した部分は光が弱くなり、もしくはまったく光らなくなるという観察結果も報告されている。同様に、二酸化炭素・窒素・水素などや、気化させたエーテル・クロロホルムなどを満たした容器中でも光を減じ、0.05気圧程度の真空容器内では、菌体が視認できないほどに光量が減少したとされている。一方で、酸素を満たした容器内での発光は、空気中におけるそれと差がないようにみえたという。60℃の熱水中に子実体を投入した場合には、瞬時にヒダの発光性は失われ、これを常温の空気中に取り出しても光は復活しないと報告されている。
従来、イルジンS、ジヒドロイルジンS (dihydroilludin S) やデオキシイルジンM (deoxyilludine M) などが発光の起因物質であると考えられていたが、それは誤りであり、ヒダの発光は、ランプテロフラビン（5’-α-リボフラノシルリボフラビン）に起因するものである。
ランプテロフラビンは、新鮮なツキヨタケのヒダの組織中に0.0005パーセント（重量比：1mg/生の子実体のヒダ5kg）程度の割合で存在し、その蛍光スペクトルは、ツキヨタケのヒダが放つ光とほぼ等しい波長である524nm付近に吸収極大を示す。またその光量は pH5 - 8の中性域においてもっとも低くなるとされている。

## 分類学的位置づけ
日本の菌学界に初めて紹介された時点では、樹上生であるとともに発光性を有することから、Pleurotus olearius DC（＝Omphalotus olearius：後述）と同定されたが、これは誤りであった。やや時代が下がって、この誤りがただされ、柄が傘の一端に側生することから、古典的な定義による Pleurotus 属（ヒラタケ・ムキタケ・スギヒラタケ・ワサビタケ・シジミタケ・チャヒラタケなど、短い柄が傘の一端に生じるか、あるいはほぼ無柄で、傘の一端で朽ち木などの基質に直接に付着して生育する）に置かれ、Pleurotus noctilucens Inoko の学名が提唱された。しかし P. noctilucens の名は、その時点ですでに別種の発光きのこ（フィリピン産：現在では、Nothopanus noctilucens (Lév.) Sing. の学名が用いられている）に与えられていたために無効とされた。その後、日本産の新鮮な生標本に基づいてさらに詳しく検討されるとともに、やはり新種であると判断されて Pleurotus japonicus の学名が与えられた。のち、柄に不明瞭なつばを備えることをおもな理由として、古典的定義による Armillaria 属（マツタケ やヌメリツバタケなどを含む）に移されたが、胞子がほぼ球状をなすことや、ヒダの組織の実質が類整型（Subegular：菌糸がほぼ平行に並んで配列し、互いに著しくもつれ合うことはない）の構造を有すること、あるいは子実下層がよく発達することなどを重視し、Pleurotus や Armillaria からは独立させられ、新属 Lampteromyces が設立されるとともに L. japonicus の組み合わせが提唱された。
子実体が含有する成分の共通性によって、Lampteromyces 属を Omphalotus 属に包含する意見が出され、O. japonicus の組み合わせ名が提案されたが、この処置はさらに分子系統学的解析の結果によって支持されることとなった。属内においては、タイプ種である O. olearius (DC) Sing. にもっとも近縁であると考えられている。

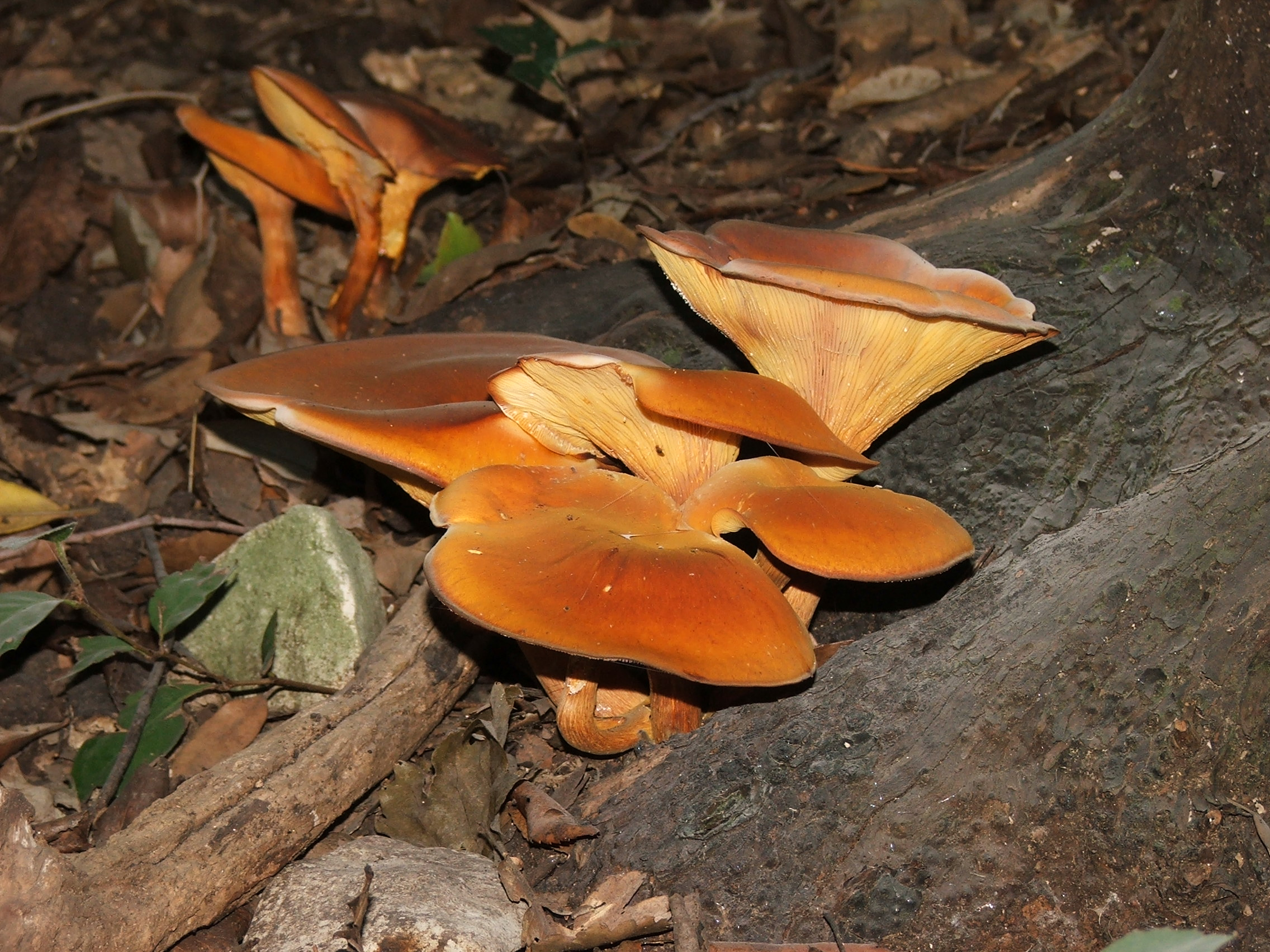
Omphalotus 属の基準種である O. olearius。

いっぽうで、Omphalotus 属の所属種として扱われてきた他の菌の標本との比較検討が行われた結果、日本産の標本（標本の産地や採集年月日については記述されていない）をもとにすでに新種記載がなされていた Agaricus guepiniformis Berk. と同一種であることが明らかになり、国際藻類・菌類・植物命名規約上で先取権のある種形容名を生かして O. guepiniformis (Berk.) Neda の組み合わせが提唱された。しかしながら、L. japonicus の学名が、特に日本においては中毒を防ぐための実用的見地から広く普及していたことに鑑み、この名を組み替えた O. japonicus を命名規約上での保留名として扱い、O. guepiniformis（および、同じく異名である Pleurotus harmandii）の名に置き換えることが提案された。この提案は命名法部会菌類委員会 (Nomenclature Committee for Fungi) によって審議され、正式に認められるにいたった。
科レベルの位置づけとしては、長らく Tricholomataceae（キシメジ科）に置かれていたが、のちに、子実体が含有する成分の共通性などを根拠に、Omphalotus 属などとともに Paxillaceae ヒダハタケ科に所属させる見解が示された。また、分子系統学的解析の結果に基づき、独立した Omphalotaceae ツキヨタケ科を設立する意見もあったが、2015年5月の時点では Marasmiaceae ホウライタケ科に所属させる見解が一般的なものとなっている。

## 類似する種
Lampteromyces の第二の種として記載された L. luminescens M. Zang は、チベットから見出され、胞子がきわめて微細な粒状突起をこうむるとともに、ひだに縁シスチジアを備える点でツキヨタケと区別されたもので、ツキヨタケと同一種であるとする見解と、別種であるとする見解とがあり、両者の異同についてはまだ決着がついていない。
同じく中国（河南省）から記載された L. mangensis Jian Z. Li & X.W. Hu は、その原記載によれば、平滑・球形の胞子を有し、縁シスチジアはなく、柄には低いつば状の隆起を備えるとともに柄の肉が藍黒色を呈する点で日本産のツキヨタケに類似しているが、傘・ヒダ・柄はほぼ白色ないし淡い帯青紫色を示すことから別種として記載された菌である。二度目の採取記録は知られておらず、子実体の含有成分の分析も行われていない。また、ほかの類似種との間での分子系統学的検討もなされていないことから、暫定的に現在もツキヨタケとは独立した別種として扱われているが、所属としてはツキヨタケ同様に Omphalotus 属に移され、O. mangensis (Jian Z. Li & X.W. Hu) Kirchm. & O.K. Mill., in Kirchmair, Pöder, Huber & Miller が当てられている。

## 古典上での記述
日本では古くから毒キノコとして広く知られており、『今昔物語集』では和太利（わたり）という名で登場し、ヒラタケと偽ってこの菌を入れた汁物でもてなす毒殺未遂事件が取り上げられている（二十八巻「金峰山別当食毒茸不酔語第十八」）。また、同じく二十八巻の十七話として、「藤の樹に発生した平茸を食したことによる中毒事件（左大臣御読経所僧酔茸死語第十七）」が題材とされているほか、同じ巻の第十九話（比叡山横川僧酔茸誦経語第十九）として、平茸とおぼしき茸を持ち帰ったところ、「これは平茸ではない」という者と「いや、平茸だから食べられる」という者とがあり、汁物にして食したところ中毒を起こした、と記述されている。後者の二つの例においては「和太利」の名こそ登場しないものの、これらもまたツキヨタケによるものではないかと推測されている。
江戸時代末期に著わされた続三州奇談では、本種とおぼしきキノコを指して闇夜茸の名が当てられ、「又闇夜茸と云う物あり。闇中に二・三茎を下げて歩けば、三尺四方は明るくして昼の如し：多く積む処には遠望火光に似てけり：是を煮て食ふに、吐瀉して多く煩ふ：味も劣れり、必ず食ふべからずとや」と記述されている。
同じく、江戸時代の天保6年（1835年）に坂本浩然が著した「菌譜（第二巻毒菌之部）」にも、「月夜蕈―又一種石曽根等ノ朽木横倒スルモノニ生ズ状チ硬木耳ノ如ク紫黒色夜間光アリ余野州探薬ノ時友人櫟齋卜同ク山中ノ栗樹ノ立枯ニ生ズルモノデ見ルニ香蕈ノ如シ傍テ是チ得テ家ニ帰リ酒肴トス食スルモノ皆腹痛、吐瀉急ニ樺皮チ煎ジ服サシメテ漸ク解ス故ニ知ル此菌ノ大毒アルコトヲ余ハ幸ニシテ免ガルルコトヲ得タリ謹ズンバアル可カラズ（石曽根などの倒木上に発生するもので、形状はキクラゲに似て紫黒色を呈し、夜になると光る：また立ち枯れたクヌギに発生しているシイタケに似た茸をみかけたが、これを酒の肴として食したところ、食べた者はみな腹痛と吐瀉とをきたしたので、カンバの樹皮を煎じて服用してことなきを得た：この茸に激毒が含まれているのは明らかなので、食用にしてはいけない）」との記述がある。「黒紫色で夜になると光る」菌が、現代の分類学上でなにに当たるのかは不明だが、「クヌギの立ち枯れ木に生じた、香蕈（＝シイタケ）類似の茸」については、ツキヨタケを指すものである可能性が考えられる。

## 保全状況
1997年公表の環境省の第2次レッドリストで、生育地であるブナ林の減少を理由に絶滅危惧II類にカテゴライズされたが、2007年公表の第3次レッドリストでランク外とされた。